# Souk El Bey

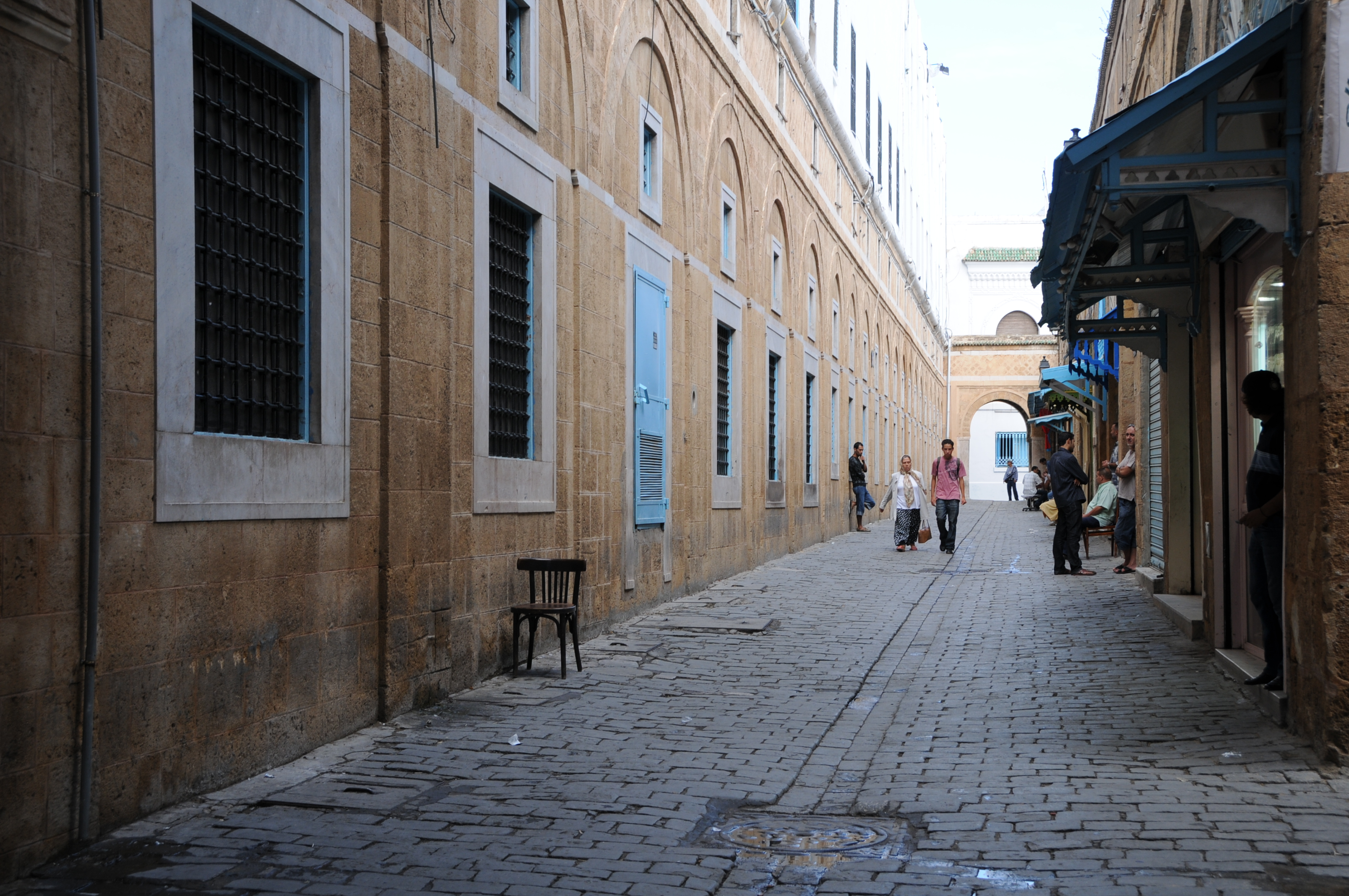
Entrée du souk El Bey

Le souk El Bey (arabe : سوق الباي) est l'un des souks de la médina de Tunis.

## Localisation

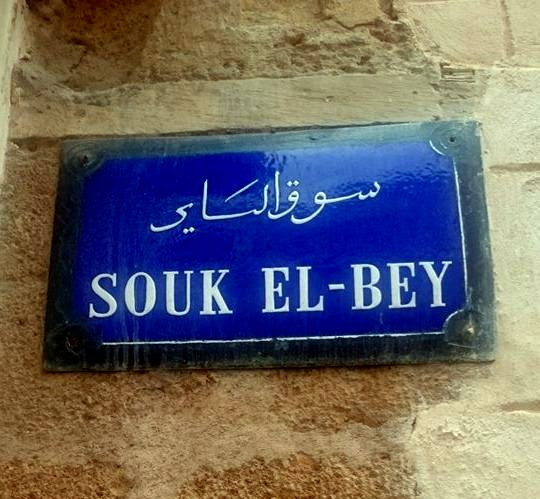
Plaque métallique indiquant le nom du souk

Le souk est situé à proximité du souk El Berka, du souk Ech-Chaouachine et du Dar El Bey, siège du chef du gouvernement. 

## Histoire
Fondé par Hammouda Pacha, le souk est spécialisé dans le commerce de tapis, de tissus en soie et de la chéchia. C'était l'industrie tunisienne la plus importante au XIXe siècle.

## Produits
De nos jours, la plupart des commerçants vendent des bijoux et des métaux précieux.